# Amnat Charoen (Provinz)
Amnat Charoen (Thai: อำนาจเจริญ, Aussprache: [am.nâːt t͡ɕa.rɤːn]) ist eine Provinz (Changwat) in der Nordost-Region von Thailand, dem Isaan. Die Hauptstadt der Provinz heißt ebenfalls Amnat Charoen.

## Geographie
Die Provinz Amnat Charoen liegt ungefähr 600 Kilometer nordöstlich der Hauptstadt Bangkok an der Grenze zu Laos.
Die Provinz liegt am Mekong, der auch die Grenze zu Laos bildet. Zwei kleinere Flüsse, der Lam Sae Bok und der Lam Sae Bai bilden kleinere Wasserquellen für die Landwirtschaft der Provinz.
| Richtung | Benachbarte Provinzen und Gebiete        |
| -------- | ---------------------------------------- |
| Norden   | Mukdahan                                 |
| Osten    | Maenam Mekong und Landesgrenze nach Laos |
| Süden    | Ubon Ratchathani                         |
| Westen   | Yasothon                                 |

### Klima
Das Klima ist tropisch-monsunal mit starken Regenfällen von Juli bis September und mit Trockenheit von November bis März. Während der heißen Jahreszeit herrschen mitunter 40 °C im Schatten, im Winter können die Temperaturen nachts bis 12 °C fallen. In der Regenzeit kommt es häufig zu Überschwemmungen des ausgedörrten Landes.

## Wirtschaft und Bedeutung
Die Provinz zählt zu den ärmsten in Thailand, der sandige und trockene Boden führt in der Regenzeit zu größeren Überschwemmungen, in trockenen Jahren sinken die Erträge dagegen sehr stark. Reis, Baumwolle, Jute, Seide, Süßwasserfische, Rinder und Schweine sind die wichtigsten Erzeugnisse. Der Tourismus ist durch die Lage abseits der großen Touristenzentren praktisch nicht vorhanden. 
Im Jahr 2011 betrug das „Gross Provincial Product“ (Bruttoinlandsprodukt) der Provinz 12,099 Milliarden Baht (ca. 300 Mio. Euro). Das entspricht 30.231 Baht pro Kopf (ca. 740 Euro), das ist weniger als ein Fünftel des landesweiten Durchschnitts. Damit ist Amnat Charoen die wirtschaftlich schwächste Provinz Thailands. Der Mindestlohn in der Provinz beträgt 163 Baht pro Tag (etwa 4 €).

### Daten
Die unten stehende Tabelle zeigt den Anteil der Wirtschaftszweige am „Gross Provincial Product“ in Prozent:
| Wirtschaftszweig | 2006 | 2007 | 2008 |
| ---------------- | ---- | ---- | ---- |
| Landwirtschaft   | 24,9 | 27,9 | 25,7 |
| Industrie        | 3,4  | 4,0  | 4,5  |
| Andere           | 71,7 | 69,0 | 69,8 |

### Landnutzung
Für die Provinz ist die folgende Landnutzung dokumentiert:
- Waldfläche: 359.427 Rai (224,6 km²), 18,2 % der Gesamtfläche
- Landwirtschaftlich genutzte Fläche: 794.317 Rai (496,5 km²), 40,2 % der Gesamtfläche
- Nicht klassifizierte Fläche: 822.041 Rai (520,0 km²), 41,6 % der Gesamtfläche

Die Provinz Amnat Charoen hat insgesamt 175 Feuchtgebiete mit einer Fläche von 10,4 km², die mehr oder weniger intensiv für die Landwirtschaft genutzt werden.

### Staudämme
- Phuttha Utthayan-Stausee – dient zur konstanten Bewässerung der umliegenden Felder

## Geschichte
Amnat Charoen wurde erst am 12. Januar 1993 zu einer eigenständigen Provinz, davor war es Teil der Provinz Ubon Ratchathani. Es war daher, zusammen mit Nong Bua Lamphu und Sa Kaeo, bis zur Schaffung der Provinz Bueng Kan 2011 eine der drei jüngsten Provinzen des Landes.
Siehe auch: Geschichte Thailands

## Sehenswürdigkeiten
- Wat Mongkhon Ming Mueang (วัดมงคลมิ่งเมือง) – idyllisch gelegene buddhistische Tempelanlage (Wat), beherbergt ein Bildnis des Buddha mit reichem Blattgold-Schmuck
- Wat Tham Saeng Phet (วัดถ้ำแสงเพชร) – auf einem Hügel gelegene buddhistische Tempelanlage, beherbergt einige Höhlen mit Buddha-Bildnissen
- Wat Phra Lao Thep Nimit (วัดพระเหลาเทพนิมิตร) – sehr alter Tempel mit Ordinationshalle in Isan-Stil, welche die berühmte Buddha-Statue Phra Lao Thep Nimit beherbergt
- Phuttha Utthayan (พุทธอุทยาน) – buddhistischer Park mit Speichersee, der auch als Ausflugsgebiet dient

## Wappen und Wahlspruch
In der Mitte des Wappens ist das Abbild des Buddhas Phra Mongkhon Ming Mueang zu sehen, das auch als Buddha Yai (Großer Buddha) bekannt ist. Es handelt sich dabei um eine etwa 20 m hohe hochverehrte Statue inmitten der Provinzhauptstadt Amnat Charoen. Am Rand links und rechts ist jeweils ein Baum zu sehen, zu dessen Füßen ein Elefant lagert.
Die lokale Pflanze ist Hopea ferrea.
Der Wahlspruch der Provinz Amnat Charoen lautet in Übersetzung: 
Hier wurde das Buddha-Bildnis Phra Mongkhon Ming Mueang gefunden,
Diese Stadt inmitten des Sieben-Flüsse-Beckens macht Fortschritte,
Sie beherbergt Phra Lao Thep Nimit, einen alten Tempel,
Voller schöner Berge, heiligen und hübschen Höhlen,
Viele Arten wertvoller Seide wird hier gewebt,
Das Volk glaubt an den Buddhismus seit vielen Jahren.

## Verwaltungseinheiten

### Provinzverwaltung
Die Provinz ist gegliedert in sieben Amphoe („Landkreise“), welche weiter in 56 Tambon („Gemeinden“) und weiter in 653 Muban („Dorfgemeinschaften“) unterteilt sind.
| \| Nr. \| Amphoe \| Thai \| \| --- \| -------------------- \| ------------------ \| \| 1 \| Mueang Amnat Charoen \| อำเภอเมืองอำนาจเจริญ \| \| 2 \| Chanuman \| อำเภอชานุมาน \| \| 3 \| Pathum Ratchawongsa \| อำเภอปทุมราชวงศา \| \| 4 \| Phana \| อำเภอพนา \| \| 5 \| Senangkhanikhom \| อำเภอเสนางคนิคม \| \| 6 \| Hua Taphan \| อำเภอหัวตะพาน \| \| 7 \| Lue Amnat \| อำเภอลืออำนาจ \| |                      |                    |
| Nr. | Amphoe               | Thai               |
| 1 | Mueang Amnat Charoen | อำเภอเมืองอำนาจเจริญ |
| 2 | Chanuman             | อำเภอชานุมาน        |
| 3 | Pathum Ratchawongsa  | อำเภอปทุมราชวงศา    |
| 4 | Phana                | อำเภอพนา           |
| 5 | Senangkhanikhom      | อำเภอเสนางคนิคม     |
| 6 | Hua Taphan           | อำเภอหัวตะพาน       |
| 7 | Lue Amnat            | อำเภอลืออำนาจ       |

### Lokalverwaltung
Für das ganze Gebiet der Provinz besteht eine Provinz-Verwaltungsorganisation (องค์การบริหารส่วนจังหวัด, kurz อบจ., Ongkan Borihan suan Changwat; englisch Provincial Administrative Organization, PAO).
In der Provinz gibt es eine Thesaban Mueang (เทศบาลเมือง – „Stadt“): Amnat Charoen (เทศบาลเมืองอำนาจเจริญ).
Daneben gibt es neun Thesaban Tambon (เทศบาลตำบล – „Kleinstädte“).